# Ідентифікація жінки
«Ідентифікація жінки» (італ. Identificagione di una donna) — франко-італійський драматичний фільм 1982 року, знятий режисером Мікеланджело Антоніоні на основі власного оригінального сценарію, написаного спільно з Жераром Браком та Тоніно Гуерра. Фільм-учасник конкурсної програми 35-го Каннського кінофестивалю.

## Сюжет
Кінорежисер Нікколо Фаррана знаходиться у пошуку сюжету та героїні для нового фільму. Він знайомиться з молодою жінкою на ім'я Маві (скорочено від Марія-Вітторія), пацієнткою своєї сестри, лікаря-гінеколога, і між ними зав'язується роман. Скоро він починає отримувати анонімні листи з вимогами залишити Маві, а самі їхні почуття виявляються скороминучими: Маві зникає, Нікколо починає розшукувати її, але безрезультатно. Він продовжує жити з почуттям розчарування в душі, допоки одного дня не зустрічає танцівницю Іду…

## У ролях
| Актор              | Роль                  |
| ------------------ | --------------------- |
| Томас Міліан       | Нікколо Фаррана       |
| Крістін Буассон    | Іда                   |
| Даніела Сільверіо  | Маві (Марія-Вітторія) |
| Лара Вендель       | дівчина у басейні     |
| Вероніка Лазар     | Карла                 |
| Енріка Фіко        | Надя                  |
| Алессандро Русполі | батько Маві           |
| Сандра Монтелеоні  | сестра Маві           |
| Марсель Боццуффі   | Маріо                 |

## Нагороди
- Ювілейна премія на честь 35-ї річниці Каннського кінофестивалю (Мікеланджело Антоніоні).